# Ortalis motmot
La chachalaca motmot, o chachalaca momote, guacharaca guayanesa (en Venezuela) o guacharaca enana (en Colombia) (Ortalis motmot) es una especie de ave galliforme de la familia Cracidae, perteneciente al género Ortalis; la chachalaca cabecicastaña (Ortalis ruficeps) fue separada de la presente en 2020. Es nativa de Sudamérica, en el norte de la cuenca amazónica y en el escudo guayanés.

## Distribución y hábitat
Se distribuye en el sur y este de Venezuela, Guyana, Surinam, Guayana Francesa y norte de Brasil, al norte del bajo río Amazonas y al este del río Negro. Se especula que también ocurra en las adyacencias del sureste de Colombia.
Esta especie es considerada bastante común en sus hábitats naturales: los parches de selvas húmedas con sotobosque denso a lo largo de ríos o en claros en bosques más extensivos. También en los densos conglomerados arbustivos costeros y crecimientos secundarios densos, incluyendo pastajes abandonadas y otros ambientes antropogénicos. Evita el interior de selvas densas. En altitudes hasta los 1700 m. En la Guayana Francesa prefiere los ecotonos entre la sabana y la selva, y bosques secundarios cerca de establecimientos humanos.

## Características
Es un ave grande que alcanza hasta 45 a 53 cm de longitud y 380 a 620 g de peso y vive mayormente en árboles. El plumaje es castaño rojizo en el dorso; gris pálido en la cabeza; más obscuro en el pecho y con punteado blanco que alcanza el cuello.

## Comportamiento
Se alimenta en grupos pequeños. Se aparean entre octubre y noviembre y construyen nidos de ramitas a unos dos metros del suelo. Llegó a estar amenazada por la caza excesiva, sin embargo, hoy en día ha aumentado su población.

## Sistemática

### Descripción original
La especie O. motmot fue descrita por primera vez por el naturalista sueco Carlos Linneo en 1766 bajo el nombre científico Phasianus motmot; su localidad tipo es: «Brasil y Guayana (restingido posteriorment a Cayena, Guayana Francesa)».

### Etimología
El nombre genérico femenino «Ortalis» en griego significa  ‘gallina’; y el nombre de la especie «motmot» es una aplicación equivocada del nombre azteca  «motmot» para una chachacalaca, que perduró en la nomenclatura.

### Taxonomía
La especie Ortalis ruficeps del sur de la Amazonia, fue tradicionalmente tratada como una subespecie de la presente, pero fue separada como especie plena con base en las diferencias morfológicas, vocales y de plumaje comprobadas en los estudios de Tomotani et al. (2020) que demostraron que es significativamente menor y más liviana que O. motmot, no habiendo solapamiento en la distribución geográfica ni señales de hibridación a lo ancho de su zona. La separación fue aprobada en la Propuesta No 731X al Comité de Clasificación de Sudamérica (SACC), por lo tanto ahora es monotípica.